# I. liga 1978-1979
L'edizione 1978/79 del campionato cecoslovacco di calcio vide la vittoria finale del Dukla Praga.
Capocannonieri del torneo furono Zdeněk Nehoda del Dukla Praga e Karel Kroupa dello Zbrojovka Brno con 17 reti.

## Classifica finale
|    | Classifica                        | G  | V  | N  | P  | GF | GS | DR  | Pti |
| -- | --------------------------------- | -- | -- | -- | -- | -- | -- | --- | --- |
| 1  | Dukla Praga                       | 30 | 18 | 5  | 7  | 65 | 24 | +41 | 41  |
| 2  | Baník Ostrava OKD                 | 30 | 16 | 9  | 5  | 44 | 22 | +22 | 41  |
| 3  | Zbrojovka Brno                    | 30 | 13 | 9  | 8  | 55 | 32 | +23 | 35  |
| 4  | Bohemians ČKD Praga               | 30 | 12 | 8  | 10 | 44 | 41 | +3  | 32  |
| 5  | Sparta ČKD Praga                  | 30 | 12 | 7  | 11 | 43 | 37 | +6  | 31  |
| 6  | Internacionál Slovnaft Bratislava | 30 | 11 | 8  | 11 | 40 | 34 | +6  | 30  |
| 7  | Slavia Praga                      | 30 | 12 | 5  | 13 | 40 | 45 | -5  | 29  |
| 8  | Dukla B.B.                        | 30 | 10 | 9  | 11 | 42 | 49 | -7  | 29  |
| 9  | VSS Košice                        | 30 | 12 | 5  | 13 | 42 | 58 | -16 | 29  |
| 10 | Slovan CHZJD Bratislava           | 30 | 8  | 12 | 10 | 35 | 32 | +3  | 28  |
| 11 | Lokomotíva Košice                 | 30 | 11 | 6  | 13 | 47 | 48 | -1  | 28  |
| 12 | Spartak TAZ Trnava                | 30 | 7  | 13 | 10 | 34 | 37 | -3  | 27  |
| 13 | Jednota Trenčín                   | 30 | 10 | 6  | 14 | 38 | 45 | -7  | 26  |
| 14 | Škoda Plzeň                       | 30 | 9  | 8  | 13 | 27 | 47 | -20 | 26  |
| 15 | Tatran Prešov                     | 30 | 7  | 11 | 12 | 24 | 51 | -27 | 25  |
| 16 | Sklo Union Teplice                | 30 | 8  | 7  | 15 | 30 | 48 | -18 | 23  |

## Verdetti
- Dukla Praga campione di Cecoslovacchia 1978/79.
- Dukla Praga ammessa alla Coppa dei Campioni 1979-1980.
- Baník Ostrava OKD e Zbrojovka Brno ammesse alla Coppa UEFA 1979-1980.
- Tatran Presov e Sklo Union Teplice retrocesse.